# Risserkogel
Der Risserkogel ist ein 1826 m ü. NHN hoher Berg in den Bayerischen Voralpen südlich des Tegernsees und zählt somit zu den höchsten Gipfeln der Tegernseer Berge, die zum Mangfallgebirge gehören. Durch seine alleinstehende Lage bietet sich vom Gipfelkreuz ein umfassendes Panorama, das an klaren Tagen im Osten bis zum Kaisergebirge, im Süden bis zu Großglockner und Großvenediger, im Westen bis zur Zugspitze und im Norden bis nach München reicht. Auf den Risserkogel führen mehrere markierte Steige aus allen umliegenden Tälern, die zumindest Trittsicherheit erfordern, jedoch keine richtigen Kletterstellen aufweisen:
- von der Hufnagelstube (Suttengebiet) im Rottach-Tal über die Sieblialm, Riedereckalm und den Ostgrat in 2,5 Stunden
- von der Weißen Valepp-Alm (an der Mautstraße Sutten – Valepp) über die Bernauer Alm und den Südgrat in 3 Stunden
- von Wildbad Kreuth über die Schwaigeralm, Scheueralm, Ableitenalm, das Grubereck und den Westgrat in 3 Stunden
- von Kreuth (Ortsteil Riedlern) über die bewaldete Westflanke des Grubereck und den Westgrat in 3 Stunden
- von der Bergstation der Wallbergbahn als Höhenwanderung über Setzberg, Grubereck und Westgrat in 2 Stunden

Auch im Winter wird der Risserkogel gerne mit Skiern oder Schneeschuhen von Wildbad Kreuth aus über die steilen Sonnenhänge der Ableitenalm bestiegen.
Nördlich des Risserkogels liegt der 1768 m hohe Plankenstein mit Kletterrouten vom II. bis zum X. Schwierigkeitsgrad. Westlich des Risserkogels liegt das Grubereck, östlich des Risserkogels liegen die Schneeböden.
Nordöstlich unterhalb des Plankensteins befindet sich der Riederecksee, nordwestlich unterhalb der Röthensteiner See.

## Einzelnachweise

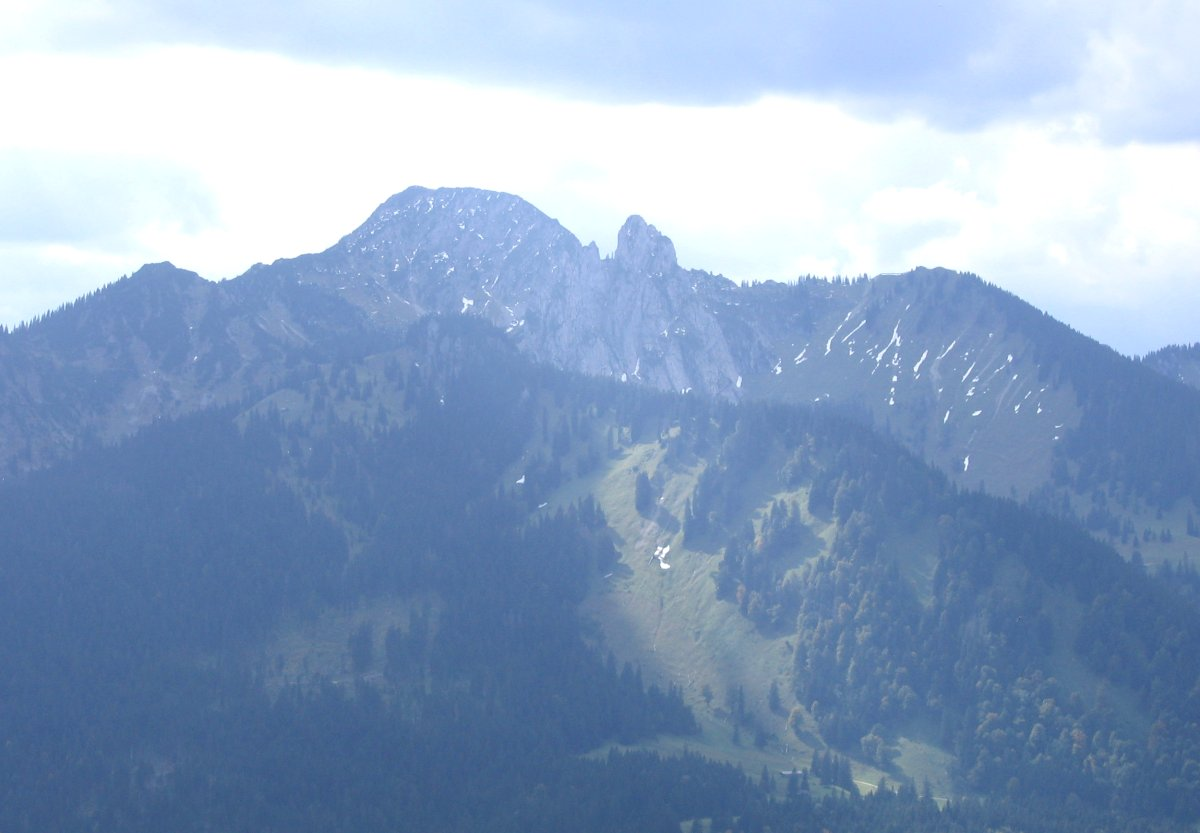
Risserkogel (links) und Plankenstein, von Osten
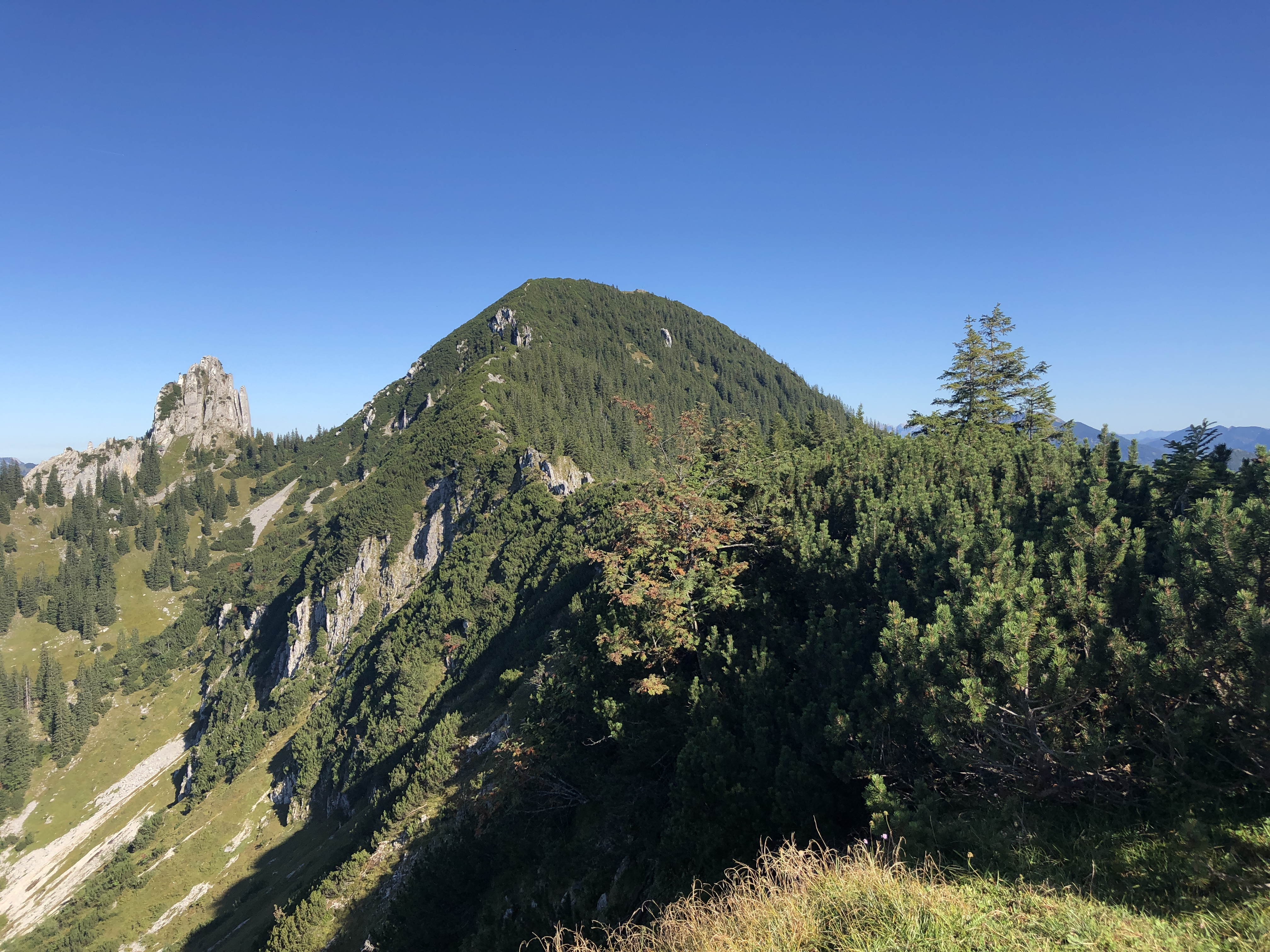
Risserkogel (rechts) und Plankenstein, von Westen